# Густав Берггрен
Густав Берггрен (швед. Gustav Berggren, нар. 7 вересня 1997, Гетеборг, Швеція) — шведський футболіст, центральний півзахисник польського клубу «Ракув» з Ченстохови.

## Ігрова кар'єра

### Клубна
Густав Берггрен почав займатися футболом у своєму рідному місті Гетеборг у футбольній школі клубу ГАІС. У 2012 році Густав перейшов до школи іншого клубу з Гетеборга — «Геккен». З яким у 2015 році підписав перший професійний контракт. Восени 2016 року Берггрен продовжив дію контракту з «Геккеном» ще на чотири роки.
Влітку 2017 року Берггрен відбув в оренду у клуб «Варбергс БоІС» до кінця сезону.

### Збірна
У січні 2020 року у товариському матчі проти збірної Молдови Густав дебютував у складі національної збірної Швеції.

## Титули і досягнення
- Чемпіон Польщі (1):

«Ракув»: 2022–23